# Parischnolea excavata
Parischnolea excavata är en skalbaggsart som beskrevs av Stefan von Breuning 1942. Parischnolea excavata ingår i släktet Parischnolea och familjen långhorningar.
Artens utbredningsområde är Paraguay. Inga underarter finns listade i Catalogue of Life.